# 金德龙
金德龙（：／；1941年4月6日—），韩国社会活动家、政治家。他先后五次当选第13、14、15、16、17届国会议员。

## 生平
金德龙出生于朝鲜日治时期的全罗北道益山郡， 1957年从益山郡男子中学毕业，同年进入景福高中学习。1960年2月，他从景福高中毕业后考入了首尔大学文学院社会学系。期间他被选为文学院学生会主席，随后又当选首尔大学学生会主席。然而，他作为首尔大学的学运领袖在1964年参加了反对韩日屈辱外交的「6·3事件」，最终被迫从首尔国立大学退学，之后他因领导学潮而短暂入狱。
出狱后他投身于韩国的民主化运动，他在1970年作为新民党总裁金泳三的秘书进军政界，并以反对党政治家的身份致力于反抗朴正熙总统的独裁统治，推动韩国民主化进程。在金泳三被全斗焕政权强行逐出政界软禁在家后，当时有很多党内的同志纷纷离开了金泳三，但金德龙此时却一如既往地支持着他。1983年金泳三在光州民主化运动结束三周年之际，他向当局提出了“五项民主化诉求”后旋即开始绝食抗议，金德龙在此期间照顾着躺在床上极度虚脱的金泳三。1984年，身为民主化推进协议会（民推协）的企划协调室负责人和新民党总裁金泳三的秘书室长，他依旧受到禁令的限制而无法竞选从政。他在这一时期参加了金泳三组织的「民主山岳会」，该协会以登山远足为名向外界传播民主政治的理念；直到1987年解除从政禁令后，他才得以从事国会议员的竞选活动。
1990年金泳三加入三党联盟后，金德龙跟随他转入三党合并后的民主自由党继续担任其副手，他与金东英、徐锡宰、崔亨宇一起成为金泳三总裁的亲密助手。1993年金泳三就任韩国民主化后首位文人总统，金德龙便于1993年、1996年陆续担任了第一政务长官。他在李明博政府时期也曾出任总统特别助理（部长级），他在第18届总统选举中支持民主统合党候选人文在寅。金德龙在政坛以其英文首字母缩写“DR”而闻名。

## 逸闻
- 金德龙当年入狱时，他的儿子问其妻：“爸爸，到哪儿去了呢？”其妻对儿子说：“爸爸出差去了。”金德龙获释后得知儿子的疑问，回家前先在市内百货公司购买玩具，假装在国外出差刚刚到家。

## 流行文化
- 2005年—MBC电视剧《第五共和國》 郑明焕（朝鲜语：정명환） 饰演